# Flavius Vopiscus
Flavius Vopiscus – jeden z autorów Scriptores Historiae Augustae.
Pochodził z Syrakuz. Napisał żywoty: Boskiego Aureliana, Tacyta, Probusa, Firmusa, Saturninusa, Prokulusa, Bonozusa, Karusa, Karynusa i ostatniego cesarza ze zbioru Numeriana. Wszystkie te biografie wchodzą w skład Historia Augusta.